# Tweelingentrilogie
De Tweelingentrilogie is de bijnaam voor de eerste drie, later gezamenlijk als trilogie uitgegeven romans van de genaturaliseerde Zwitserse auteur Ágota Kristóf: Het dikke schrift, Het bewijs en De derde leugen.
Hoewel de boeken oorspronkelijk bedoeld waren als op zich zelf staande romans, zijn ze in veel talen meestal gezamenlijk als trilogie uitgegeven. De Nederlandse versie heeft geen eigen titel, maar een opsomming van de drie titels van de oorspronkelijke romans.
De postmoderne romans vertellen over het leven van de tweeling, die in de eerste roman geen naam hebben. In de eerste roman verschijnen de tweelingen als uitwisselbare personages, in de twee latere romans zijn ze van elkaar gescheiden en gaat het over Lucas en Klaus of Claus, over hun familieleden en kennissen. In de derde roman wordt de onderliggende geschiedenis vrijwel volledig omgegooid en wat duidelijker.

## De schrijfster

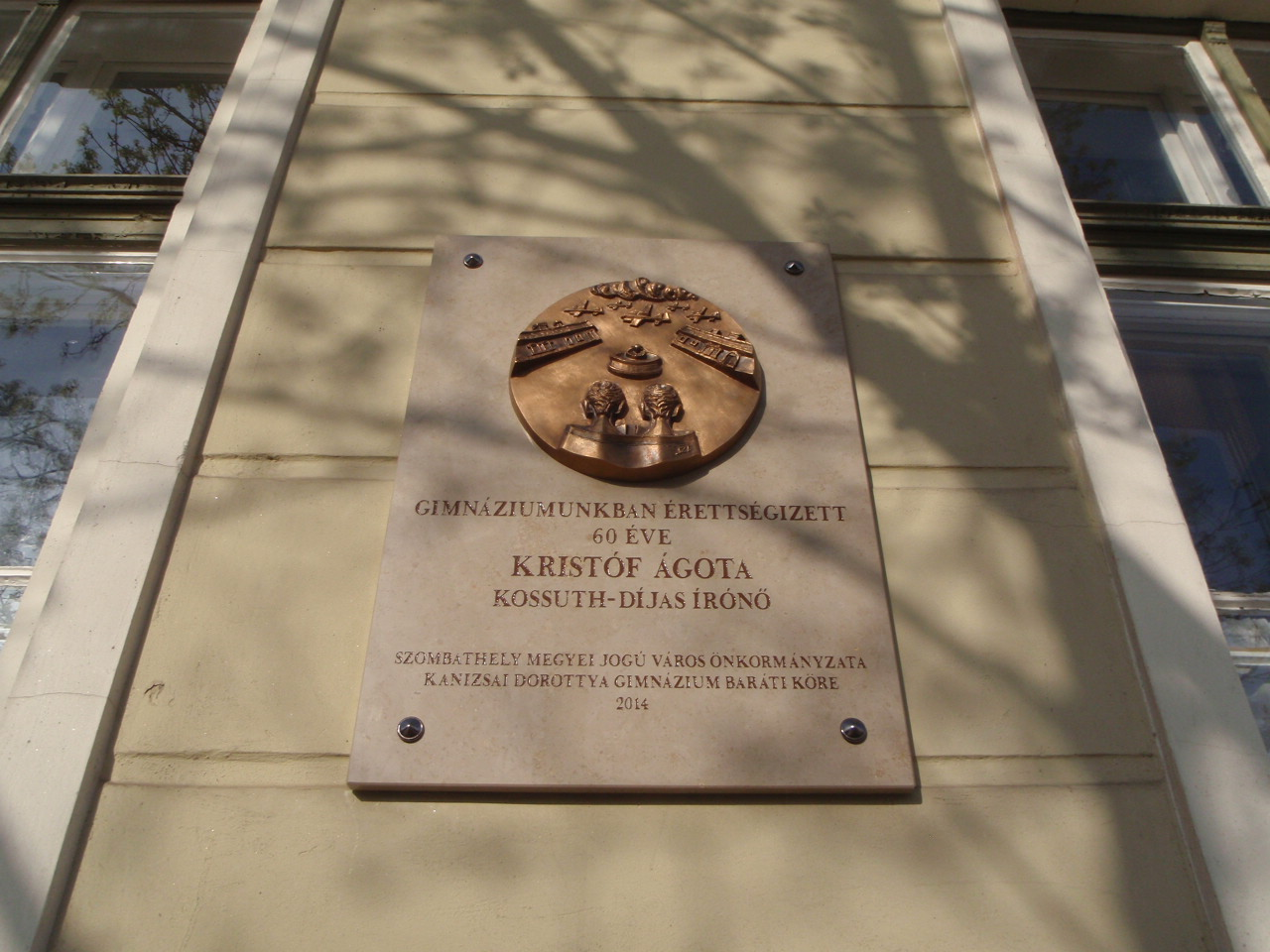
Plaquette van Ágota Kristóf op middelbare school in Szombathely

Ágota Kristóf begon, na haar vlucht op 21-jarige leeftijd uit haar geboorteland Hongarije, met het schrijven van teksten als oefening in de Franse taal. Ze schreef eerst Franstalige hoorspelen met veel dialogen en met korte zinnen. Vele daarvan zijn uitgezonden door de Franstalige Zwitserse radio (Radio Suisse Romande).
Later begon ze boeken te schrijven. Ze schreef notities op losse papiertjes die ze verzamelde en die ze in een schoolschrift overnam. In eerste instantie waren deze aantekeningen bedoeld voor haar kinderen als informatie over haar leven. De notities bevatten veel autobiografische gegevens of gegevens die ze had gehoord van andere vluchtelingen, wat ze verwerkte tot haar eerste roman. "Wij" in haar eerste roman Het dikke schrift staat voor Ágota zelf en haar oudste broer Jenő (Duits: Janó; Frans: Yano), met wie Ágota veel optrok. Hoewel Ágota Kristóf moeite had haar eerste roman gepubliceerd te krijgen, werd het meteen een succes en kreeg ze diverse literaire prijzen.
Ágota Kristóf gebruikte voor de afwisseling voor de volgende romans steeds een ander vertelperspectief. De latere teksten werden steeds minder autobiografisch. Het algemene thema is eenzaamheid en culturele ontworteling.

## De trilogie
In veel talen zijn de drie boeken onder een titel uitgegeven, vertaald als "tweelingentrilogie". De Nederlandse uitgave heeft geen eigen titel voor de trilogie, maar de titels van de drie boeken worden vermeld. De drie romans zijn: Het dikke schrift, Het bewijs en De derde leugen.
Voor Het dikke schrift verwerkte Kristóf de losse velletjes met autobiografische notities tot een roman. De roman bestaat uit eenvoudige zinnen in de tegenwoordige tijd, en uit dialogen. Het manuscript werd 14 maal bewerkt en herschreven. Kristóf stuurde het manuscript op naar verschillende uitgevers, uiteindelijk werd het uitgegeven in Parijs door Editions du Seuil, die ook de twee volgende romans uitgaf. Deze volgende romans werden minder autobiografisch, hadden minder eenvoudige zinsbouw en de verhalen kregen een steeds minder duidelijke indeling.

### Het dikke schrift
In Het dikke schrift gaat het over een tweeling, die tijdens de oorlog door hun moeder uit de grote stad bij hun hardvochtige grootmoeder wordt gebracht om de oorlog te kunnen overleven. Ze moeten bij huis zwaar werk doen, maar ze verdienen ook geld in kroegen. Ze maken de oorlog mee en zien een doorgangskamp met verbrande lijken. Een van de tweeling gaat het mijnenveld van de grens over door hun vader op te offeren.
Het dikke schrift omvat 60 hoofdstukken, die bestaan uit korte opstellen van ongeveer een tot twee bladzijden lang. Alle hoofdstukken hebben een titel, die het onderwerp van het opstel duidelijk weergeven. Het thema is: "Hoe zou het zijn geweest, als ik niet ondraaglijk eenzaam zou zijn geweest".
Verteller, hoofdpersoon en focalisator is een tweeling die steeds met één stem spreekt/spreken: "wij", er is geen onderscheid tussen hen te maken. De 'addressee' (aangesprokene) is algemeen en anoniem, volgens het verhaal de tweeling zelf omdat ze voor zichzelf en elkaar schrijven.

### Het bewijs
In Het bewijs probeert de hoofdpersoon Lucas een gezinsleven op te bouwen met Yasmine en de gehandicapte baby Mathias, die hij als zijn zoon behandelt. Na het verdwijnen van Yasmine en de zelfmoord van Mathias verdwijnt Lucas voor lange tijd. Plotseling duikt uit het buitenland Claus op, die zegt zijn verdwenen broer Lucas te zoeken.
Al in het eerste alinea's van het tweede boek blijkt dat de tweeling van het eerste boek niet heeft bestaan. De grenswachten kennen Lucas al zeer lang en goed. Lucas heeft lang alleen gewoond en voor het huis en de tuin gezorgd, maar de grenswachten maken geen melding van een eventuele tweelingbroer. Lucas neemt een jonge vrouw (Yasmine) met een baby (Mathias) in huis. Lucas ziet de kreupele Mathias als zijn zoon.
Ingebed is de vertelling van het levensverhaal van Lucas' vriend Victor, de eigenaar van de boekhandel. Het is een ik-vertelling door Victor. Dit ingebedde levensverhaal is echter volgens de vertelling zelf herschreven door Lucas. In het voorlaatste hoofdstuk is de hoofdpersoon Lucas verdwenen na de verdwijning van Yasmine en de zelfmoord van Mathias. Na de verdwijning van Lucas komt Claus, de hoofdpersoon van het volgende boek, om bewijs voor het bestaan van zijn broer te zoeken. Het laatste hoofdstukje is de weergave van een proces-verbaal door een onpersoonlijke politiefunctionaris; de aangesprokene is personeel van een ambassade. Hier worden door een 'objectieve' instantie de voorgaande verhalen duidelijk op losse schroeven gesteld.
De roman bestaat uit 8 hoofdstukken. De hoofdstukken hebben geen titel, maar alleen een nummer. Het laatste hoofdstuk heeft geen nummer, maar wel de titel Proces verbaal. De hoofdstukken hebben een grotere omvang dan in het eerste boek, en per hoofdstuk zijn er meer episoden.
In de eerste zes hoofdstukken is er een verborgen en onbetrouwbare verteller: het gaat om een figurale of personale vertelling (heterodiëgetisch en niet-gedramatiseerd) met meestal interne focalisatie en met een onbepaalde, algemene addressee. Hoofdpersoon is Lucas en de focalisator wisselt. Omdat Lucas het verhaal opschrijft (fictieve autobiografie) en steeds weer bijwerkt, is Lucas volgens het verhaal de bron van de tekst. Lucas heeft het geschreven voor zijn verdwenen tweelingbroer Claus. Het thema is: "Hoe zou het zijn geweest, als ik een gezinsleven zou hebben gehad?". De volgende subthema's zijn te herkennen: Hoe zou het zijn geweest, als ik opgegroeid zou zijn met een vader, als ik vrouw en kind zou hebben gehad, als ik een boekhandel zou hebben gehad, als mijn zuster bij mij gewoond zou hebben.

### De derde leugen
De derde roman bestaat uit twee contrasterende delen, waarin geen hoofdstukken worden onderscheiden. Er zijn door witregels goed herkenbare episoden van één alinea tot meer dan een pagina lang.
In Deel 1 is Claus, die toegeeft Lucas te zijn, de ik-verteller en de hoofdpersoon. In dit deel probeert Claus zich zonder leugens rekenschap te geven van zijn leven. De ambassade met personeel waar Claus wacht op zijn repatriëring lijkt op een kliniek met verplegers of bewakers. Uiteindelijk lukt het Claus niet het "ware" verhaal te vertellen, omdat het hem te veel pijn doet.
Het verhaal gaat over in Deel 2 met daarin een laatste, nieuwe versie, waarin Klaus de ik-verteller is en de hoofdpersoon. Klaus is een maatschappelijk geslaagd dichter en schrijver, maar gelukkig is hij niet. Claus geeft zijn aantekeningen aan Klaus, die deze af moet maken. In dit laatste deel wordt een nieuwe, derde variant van het "fictieve" leven van de hoofdpersoon gegeven. Uiteindelijk heeft Klaus (volgens de tekst) het hele verhaal herschreven.
Het thema is: "Hoe zou het zijn geweest, als ik een succesvol schrijver zou zijn geweest?" Er zijn twee vertellers: eerst Claus en in het tweede deel Klaus.

## Werkelijkheid en fictie
In de Tweelingentrilogie zijn veel, soms verborgen, verwijzingen naar de realiteit te vinden, zoals autobiografische, historische en geografische verwijzingen.

### Autobiografische verwijzingen
Er zijn veel autobiografische verwijzingen. In interviews en in haar autobiografische boek De analfabete vertelt Ágota Kristóf over haar leven. Veel daarvan kan herkend worden in de Tweelingentrilogie.
| Verhalen | Realiteit |
| --- | --- |
| De hoofdpersoon Claus had 30 oktober zijn verjaardag, die hij vierde in de kroeg. | Ágota Kristóf is geboren op 30 oktober 1935 in Csikvánd, Hongarije. Ze had dus precies dezelfde leeftijd als de hoofdpersoon van haar romans. |
| De kleine stad K. is de achtergrond waartegen het verhaal van de Tweelingentrilogie zich afspeelt. | Met een leeftijd van 4 jaar, aan het begin van de oorlog, verhuisde Ágota Kristóf met haar familie naar Kőszeg. Hier bracht ze met haar broers haar jeugd door. |
| Het vluchten van de eerste buitenlandse soldaten en het binnentrekken van de 'andere' buitenlandse soldaten, gepaard gaande met veel gruweldaden, wordt ook genoemd in Het dikke schrift.                                         | In 1944 "bevrijdde" het Rode Leger Hongarije van de bezettende Wehrmacht. Veel Hongaren, vooral Donau-Zwaben, maar ook willekeurige mannen, vrouwen en kinderen en zelfs Joden uit het ghetto in Boedapest, werden gedwongen te werk gesteld als dwangarbeider in Oekraïne en Rusland, vaak onder het mom van het binnenhalen van de oogst (Malenkij robot) |
| De scheiding van de 'tweeling' valt in 1950. | In 1950 werd Ágota met 14 jaar naar een internaat gestuurd en raakte daardoor ze gescheiden van haar lievelingsbroer en andere familieleden. Ze had erge heimwee. |
| Om te kunnen overleven moest de tweeling zelf geld verdienen met uitvoeringen in de kroeg en op straat. | Ágota Kristofs vader zat om politieke redenen in de gevangenis, waardoor er geen geld in huis was. In het internaat verdiende Ágota wat geld met het uitvoeren van toneelstukjes. |
| De volgende werkwijze schrijft Ágota Kristóf toe aan de hoofdfiguren van de romans: "Ik maak gewoon aantekeningen. Met de jaren groeit het aan. Toch haal ik er veel weer uit. Ik houd alleen over wat absoluut noodzakelijk is." | De werkwijze van de auteur bestond ook uit het maken van losse autobiografische aantekeningen, die ze maakte voor haar kinderen. Ze moest daarbij veelvuldig gebruikmaken van woordenboeken. De aantekeningen verzamelde ze, ze selecteerde en bewerkte deze en vulde deze aan tot een geheel. Deze aantekeningen werden de bronteksten voor haar trilogie. |

Ágota Kristóf vluchtte in 1956 tijdens de Hongaarse Opstand met haar man en baby en kwam via Oostenrijk uiteindelijk terecht in Neuchâtel, Zwitserland, waar ze ook door haar gebrek aan kennis van de Franse taal weer geïsoleerd raakte. Eerst met haar kinderen en later met een beurs van de stad Neuchâtel leerde ze Frans.
Andere autobiografische verwijzingen vormen verder de beschrijving van de oorlogsomstandigheden, de bombardementen en de schuilkelders, het gebrek aan geld, de honger, het moeten leven van de opbrengst van de moestuin en van de huisdieren.

### Historische verwijzingen
Historische verwijzingen zijn er ook vele te vinden.
- Het verhaal begint enkele jaren na het begin van de oorlog (1943), na de bombardementen op de hoofdstad (Boedapest).
- Veel kinderen uit Boedapest worden bij vreemden ondergebracht, zoals in Kőszeg, waar ze hard moeten werken en slecht worden behandeld.
- De Wehrmacht bezet het land. Er doet een gerucht de ronde over een wonderwapen om de oorlog te winnen.
- Het Rode Leger bevrijdt en bezet het land, wat gepaard gaat met plunderingen, brandstichting en verkrachtingen.
- Er is een doorgangskamp met de verbrandingsovens en de stapels verkoolde lijken van volwassenen en kinderen.
- Het geld wordt waardeloos, alleen ruilhandel is nu nog mogelijk.
- Na de oorlog worden krijgsgevangenen en anderen weggevoerd, die als dwangarbeider moeten gaan werken in een land ver weg en zullen het niet overleven.
- De kleine, levendige grensstad Kőszeg raakt ontvolkt en de grens wordt volledig gesloten.
- Boeken die op de "lijst" staan moeten worden vernietigd; de bibliothecaresse moet ze aan de hand van een lijst de boeken uit de collectie halen.
- Er worden mensen geëxecuteerd wegens hoogverraad, maar later worden ze gerehabiliteerd.
- Er zijn mensen geëxecuteerd wegens het bezit van textielfabrieken.
- Er is censuur in de kranten.
- Er wordt geciteerd uit de eerste couplet van het Hongaarse volkslied[1], dat geldt als verboden lied.
- Er is een opstand onder de bevolking, maar het buitenlandse leger heeft "de regering geholpen" tegen de "vijanden van het volk" en de "revolutie gewonnen".

### Geografische verwijzingen
Geografische verwijzingen zijn wat meer verborgen. Plaatsnamen worden niet gegeven (in Het dikke schrift) of zijn vervangen door letters (in Het bewijs). Voorbeelden:
- De kleine stad of grensstad K. verwijst naar Kőszeg, de grensstad waar Kristóf haar jeugd heeft doorgebracht
- De grote stad of hoofdstad B. verwijst naar Boedapest
- stad S. verwijst naar Szombathely, de stad waar Kristóf na haar 14de de middelbare school in een internaat heeft doorgebracht
- Aan de rand van de kleine stad (Kőszeg) is op de plaats van grootmoeders huis nu een sportterrein.

### Fictie binnen de fictie
De fictie binnen de fictie speelt in de romans een belangrijke rol. Door het overvloedig voorkomen van isotopieën worden veel motieven gesuggereerd, die voor een groot deel autobiografisch zijn.
Hoewel er steeds verwijzingen zijn naar de (externe) realiteit, is het nauwelijks vast te stellen wat de verhaalwerkelijkheid is. Besprekingen (met name door Enikő Darabos) geven aan dat het verhaal de lezer steeds weer misleidt, en dat het 'echte' verhaal moeilijk is te achterhalen.
De eerste twee boeken van De Tweelingentrilogie van Ágota Kristóf draaien de lezer met een ongelooflijke vindingrijkheid een rad voor ogen, waarna, bij een onverwachte wending omstreeks het midden van het laatste hoofdstuk van het boek, het zich bij hem opdringt het tot dan gelezene geheel te heroverwegen, en een geheel ander verhaal te construeren.
[…]
Het komt niet bij je op deze geminimaliseerde, literaire communicatievorm ervan te gaan verdenken dat dit het middel is voor één of andere grote, ingewikkelde narratieve misleiding. En dat is juist wat de Tweelingentrilogie doet: na Het dikke schrift en Het bewijs zal De derde leugen de "waarheid" openbaren, voor zover dit woord binnen de trilogie nog betekenis heeft na de misleidende verteltechnische trucs van de verteller(s).— Enikő Darabos

### Reconstructie

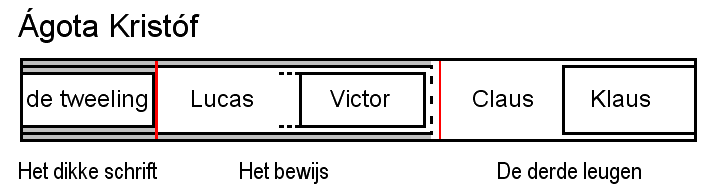
Agota Kristof Schema Tweelingentrilogie.
Een mogelijke reconstructie van het onderliggende ware verhaal.

In de Tweelingentrilogie heeft de auteur veel autobiografische gegevens verwerkt.
De geboortedatum van de hoofdpersoon valt op 30 oktober 1935 - dit is ook de geboortedatum van de auteur.
Centraal staat een familiedrama (in de derde roman "de toestand" genoemd) in het begin van de oorlog, waarbij de vader, die een buitenechtelijke relatie en een buitenechtelijke dochtertje heeft, door de moeder wordt doodgeschoten. Daarbij raakt haar zoontje gewond aan de ruggengraat.
De moeder wordt opgesloten in een psychiatrische inrichting. Het kind gaat een jaar naar het ziekenhuis en daarna nog enkele jaren wegens zijn verwondingen naar een revalidatiecentrum, waar het kind naar school gaat en waar hij zeer pijnlijke behandeling moet ondergaan. Het kind wordt door een non van het revalidatiecentrum naar buiten de stad gebracht omdat het in de grote stad B. (Boedapest) te gevaarlijk was geworden wegens de bombardementen. De trein wordt onderweg gebombardeerd en velen komen om. In deze periode spreekt het kind ook niet. Hij gaat voor revalidatie naar een inrichting, maar blijft zijn leven lang invalide.
Het kind komt terecht aan de rand van de kleine stad (Kőszeg) bij een oude vrouw, die hij "Grootmoeder" moet noemen. Het kind moet hard werken voor levensonderhoud, het lijdt honger, wordt mishandeld en maakt traumatische oorlogservaringen mee, zoals de afvoer van gevangenen uit het getto, de vlucht van de Wehrmacht-soldaten, het als 'bevrijders' binnentrekken van het Rode Leger, gepaard gaande met beschietingen, verwoestingen, bombardementen, brandstichting, verkrachtingen en plunderingen.
Om de eenzaamheid en de pijn te kunnen verdragen stelt het kind zich een tweelingbroer voor, met wie hij alles samen doet. Alles wat ze meemaken wordt opgeschreven in een dik schrift en beoordeeld. De beschrijvingen van gevoelens en beoordelingen worden vermeden - deze zijn 'fout', alleen de 'feiten' worden genoteerd.
Op oudere leeftijd wordt de invalide hoofdpersoon "Lucas" een alcoholist en zware roker. Daarnaast heeft hij last van angsten, nachtmerries en toevallen. Als hij 50 jaar oud is gaat hij (nu als "Claus") terug naar de kleine grensstad Kőszeg, de plaats waar hij zijn jeugd heeft doorgebracht. Hij probeert zich hier rekenschap te geven van zijn jeugd, maar de herinneringen zijn te pijnlijk. Hij komt terecht op een politiebureau en wordt opgevangen op een "ambassade" (die de trekken vertoont van een inrichting). Claus wil nooit weer naar een ziekenhuis.
In de derde roman De derde leugen vertelt de hoofdpersoon "Claus" dat hij het schrift vulde met leugens: als de geschiedenis te pijnlijk werd, schreef hij niet op wat er gebeurd was, maar paste hij het verhaal aan zoals het had moeten zijn. Hij wilde nooit meer in een inrichting komen.
Hij reconstrueert nog een keer een levensgeschiedenis die waar had kunnen zijn, en waarin hij als "Klaus" een succesvol auteur zou zijn geweest. Hij wordt verliefd of zijn halfzuster, maar ook deze relatie beëindigt hij. Uiteindelijk neemt Klaus zich voor zelfmoord te plegen door voor de trein te springen. Claus vindt dat een goed idee.

## Prijzen
- 1987 - "Prix littéraire européen de l’ADELF" voor Le grand cahier
- 1992 - "Prix du Livre Inter" voor Le troisième mensonge